# Modúbar de la Emparedada
Modúbar de la Emparedada – gmina w Hiszpanii, w prowincji Burgos, w Kastylii i León, o powierzchni 11,75 km². W 2011 roku gmina liczyła 604 mieszkańców.